# Antonia María de Oviedo y Schönthal
Antonia María de Oviedo y Schönthal (Lausana, Suïssa, 16 de març de 1822 - Ciempozuelos, província de Madrid, 28 de febrer de 1898) fou una pedagoga i religiosa suïssa resident a Espanya, cofundadora de la congregació de les Germanes Oblates del Santíssim Redemptor. Ha estat proclamada venerable per l'Església Catòlica i fou coneguda com la madre Antonia.
Va néixer a Lausana en 1822, filla d'Antonio de Oviedo i de Susana Schönthal, membre de l'alta burgesia de Sevilla. Son pare era mercader i treballava principalment amb el Regne Unit. Arran de la Guerra del Francès, s'exilià a Lausana en 1812, on conegué la que seria la seva muller. Després de voltar per Europa i tornar a Espanya, en 1819, Oviedo va declarar-se a Susana Schönthal i es casaren, després que ella, que era protestant, es fes catòlica.
S'instal·laren a Cadis, però aviat, en 1821, tornaren a Lausana, on les perspectives laborals eren millors. Hi nasqué Antonia María; poc després, el pare marxà cap a Londres per a comerciar-hi, però emmalaltí i hi morí. Sa mare se n'encarregà de la criança i l'educació espiritual i cultural, que considerava important. Als setze anys, va començar a buscar feina per a ajudar la família. A Ginebra, fou institutriu de la filla dels marquesos de la Romana, i visqué a Milà i Florència. Novament a Suïssa, obrí un pensionat a Friburg, on exercí com a professora.
En 1848 fou contractada com a institutriu per a l'educació de les tres filles de Maria Cristina de Borbó i del seu segon marit, Fernando Muñoz, duc de Riánsares), i marxà a Madrid; se n'encarregà fins al 1860, vivint a la cort. Poc abans de partir de Ginebra, morí sa mare.
Mentrestant, Josep Benet Serra i Julià, mataroní i bisbe auxiliar de Perth (Austràlia), havia tornat a Europa i renunciat, en 1862, als títols que el vinculaven a Austràlia. El 1863, havia començat a treballar com a sacerdot en l'hospital de San Juan de Dios de Madrid, atenent i confessant dones prostituïdes i en situacions marginals. En veure la necessitat que tenien, pensà de fer algun tipus de treball social per a ajudar-les i entra en contacte amb Antonia María de Oviedo. D'entrada, s'hi mostrà en contra, però Serra la convidà a passejar amb ell per uns jardins on aquestes dones es trobaven: en veure'n la situació i les necessitats que tenien, Oviedo acceptà la proposta i comença a treballar amb les prostitutes. Se li atribueix la frase: "Si todas las puertas se les cierran, yo les abriré una" ("Si totes les portes se'ls tanquen, jo els n'obriré una").
L'1 de juny de 1864 obre el primer Asilo de Nuestra Señora del Consuelo a Ciempozuelos, per hostatjar-hi dones que volien deixar la prostitució. Per treballar-hi, amb Josep Benet Serra, funda la congregació de les Oblates del Santíssim Redemptor, dedicades al treball social amb noies i dones en situacions marginals: el 2 de febrer de 1870, amb el nom d’Antonia María de la Misericordia, es converteix en la primera germana de la congregació.
En 1876, s'obrí un noviciat i la comunitat començà a expandir-se, obrint cases a Vitòria i Benicàssim (1876) i Alaquàs. Després vingueren les comunitats de Tortosa, Saragossa, Santander, Valladolid, Tarragona, Múrcia, Santiago de Compostel·la, Godella i Sant Sebastià. En 1885, al pare Josep Serra, a causa d'una difamació, se li prohibí de confessar i de continuar vivint amb les oblates, com també de donar-los suport espiritual, com havia fet des de la fundació, i s'exilia.
Per a la comunitat, fou un cop fort, però el 18 de maig de 1895, Lleó XIII concedí l'aprovació de l'institut, que havia tingut noves fundacions: Alacant, Jerez de la Frontera, Madrid i Barcelona. Després, gairebé cega, es retira a la comunitat de Ciempozuelos, on mor el febrer de 1898.